# Shaoguoyingzi
Shaoguoyingzi är en socken i Kina. Den ligger i provinsen Liaoning, i den nordöstra delen av landet, omkring 320 kilometer väster om provinshuvudstaden Shenyang. Antalet invånare är 6 807. Befolkningen består av 3 352 kvinnor och 3 455 män. Barn under 15 år utgör 17,0 %, vuxna 15-64 år 73 %, och äldre över 65 år 8,0 %.
Genomsnittlig årsnederbörd är 592 millimeter. Den regnigaste månaden är juli, med i genomsnitt 141 mm nederbörd, och den torraste är januari, med 2 mm nederbörd.